# Berg en Dal

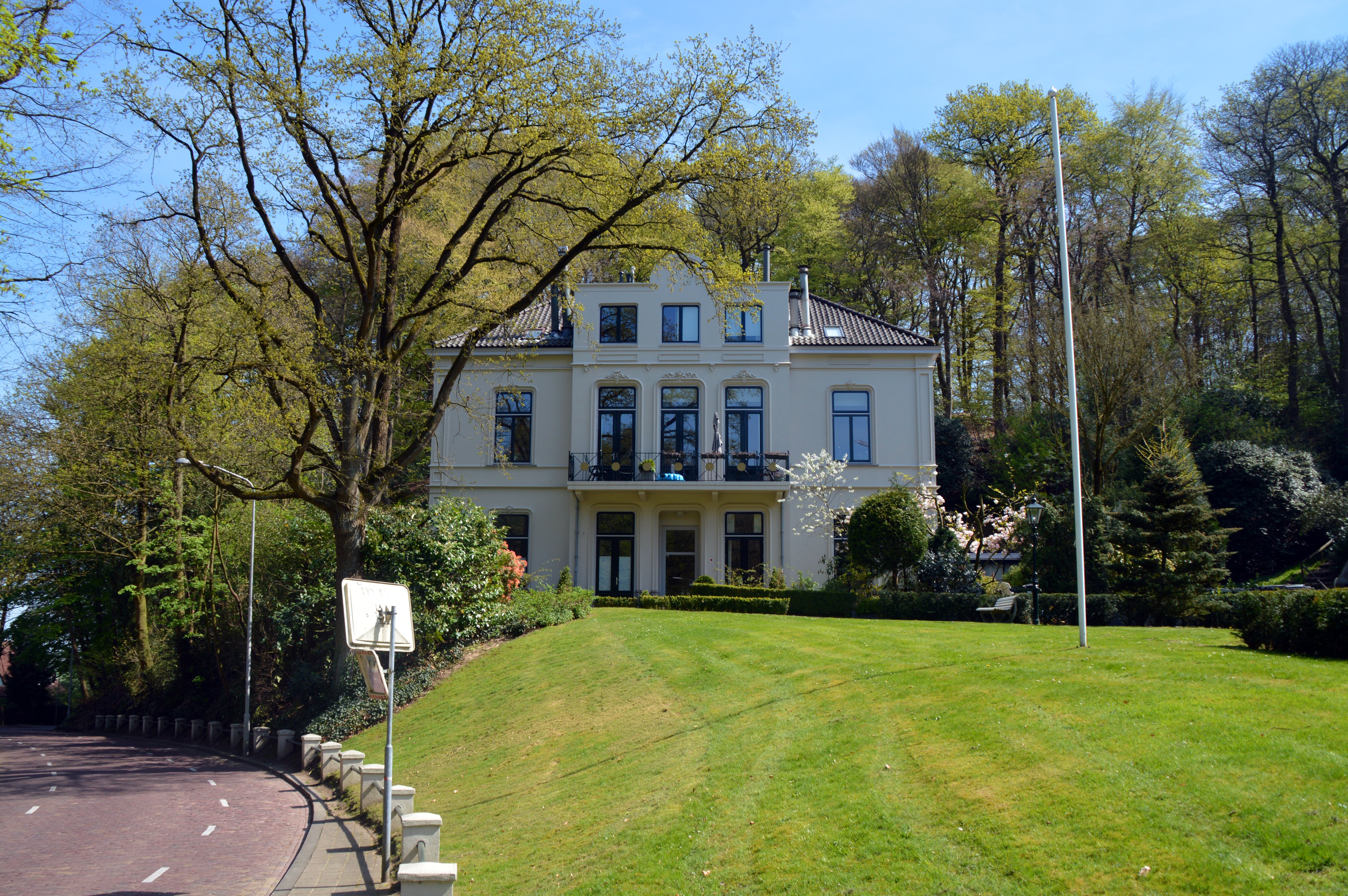
Heuvellust.

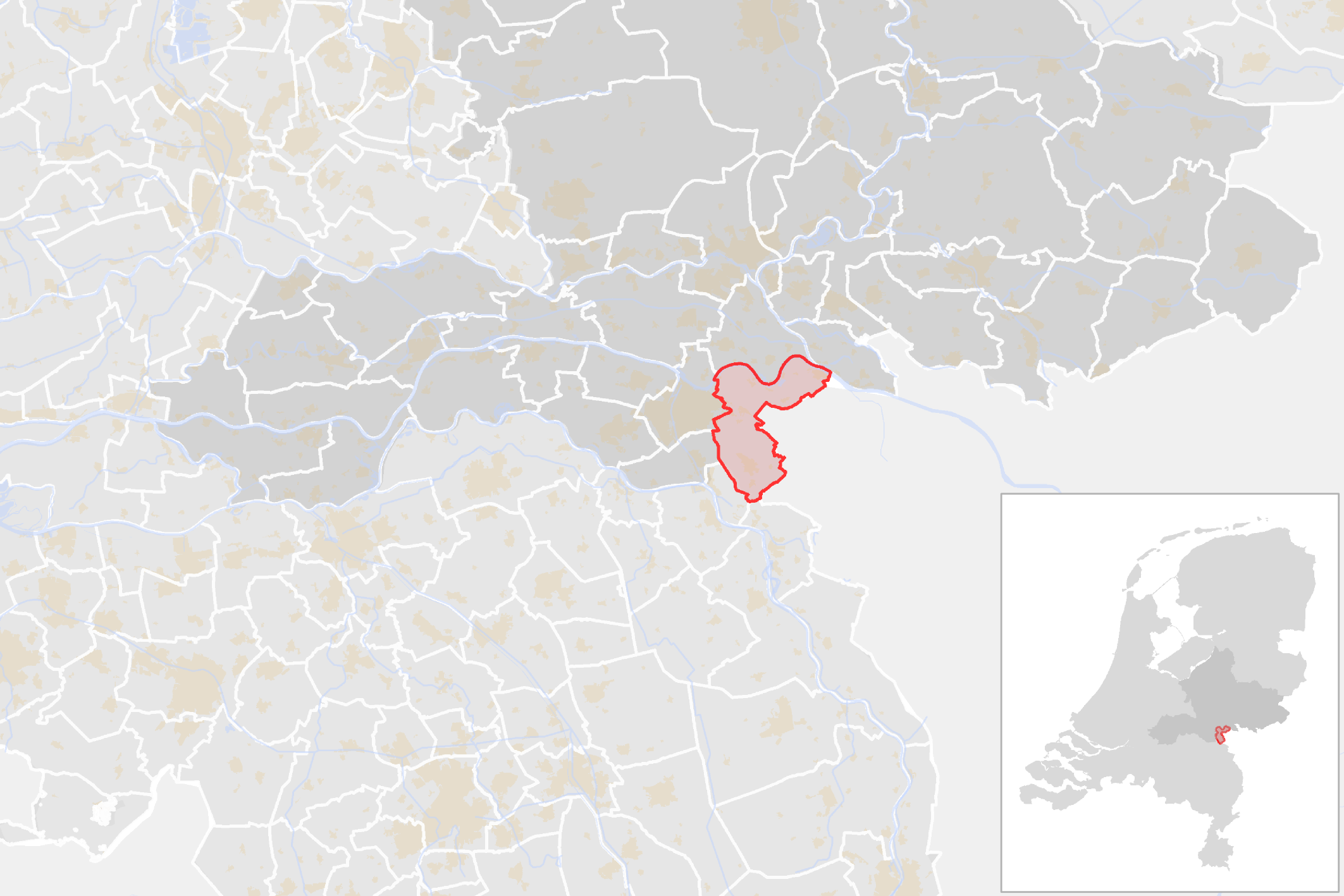
Berg en Dals läge

Berg en Dal är en kommun i provinsen Gelderland i Nederländerna. Kommunens totala area är 44,12 km² (där 0 km² är vatten) och invånarantalet är på 18 780 invånare (2005).